# Красное (село, Улейминское сельское поселение)
Красное — село в Угличском районе Ярославской области России. 
В рамках административно-территориального устройства входит в Маймерский сельский округ, в рамках муниципального устройства — в Улейминское сельское поселение.

## География
Расположено в 19 км к юго-западу от Углича, на берегу Угличского водохранилища на реке Волга.

## История
В 1794 году в селе Воскресенское в Перхулове на средства прихожан была построена каменная церковь с колокольней и оградой. Престолов в ней было два: во имя Обновления Храма Воскресения Христова и во имя Святой Живоначальной Троицы. 
В конце XIX — начале XX село входило в состав Улейминской волости Угличского уезда Ярославской губернии. 
С 1929 года село входило в состав Нефтинского сельсовета Угличского района, с 1954 года — в составе Маймерского сельсовета, с 2005 года — в составе Улейминского сельского поселения.
Постановлением ВЦИК от 7 сентября 1925 г. село Воскресенское-Красное Перхулово Свердловской волости Угличского уезда Ярославской губернии переименовано в Красное.

## Население
| 1859 | 1914 | 2007 | 2010 |
| ---- | ---- | ---- | ---- |
| 163  | ↗260 | ↘2   | ↗14  |